# جيروم جي. ميلر
جيروم جي. ميلر (بالإنجليزية: Jerome G. Miller)‏ هو عالم جريمة أمريكي، ولد في 8 ديسمبر 1931 في واهبتون في الولايات المتحدة، وتوفي في 7 أغسطس 2015 في وودستوك في الولايات المتحدة.

## وصلات خارجية
- الموقع الرسمي